# Desastres em 1909
Nesta página encontrará referências aos desastres ocorridos durante o ano de 1909.

## abril
- 23 de abril - Sismo de Benavente de 1909 - foi um Terramoto de grande intensidade que arrasou a localidade de Benavente, Portugal.

## junho
- 10 de junho -  Naufrágio, próximo à ilha das Flores, Açores do RMS Slavonia,  um paquete britânico da Cunard Line.